# Бетті Баллантайн
Елізабет Джонс Баллантайн (англ. Elizabeth Jones Ballantine; 25 вересня 1919, Британська Індія — 12 лютого 2019, Нью-Йорк), більш відома як Бетті Баллантайн (англ. Betty Ballantine) — американська видавниця, редакторка наукової фантастики та письменниця.

## Біографія
Народилася 25 вересня 1919 року в Британській Індії.
Після одруження з Ієном Баллантайном 1939 року переїхала у штат Нью-Йорк, США. Там створила з чоловіком видавництво Bantam Books у 1945 році та Ballantine Books у 1952 році. Незалежними видавцями стали у 1970-х роках.
Народила сина Річарда (став автором і журналістом).

## Публікації
Елізабет Баллантайн написала роман «Таємні океани» (англ. «The Secret Oceans»), виданий Bantam Books у 1994 році (ISBN 0553096605) з ілюстраціями дванадцяти художників.

## Нагороди
- Всесвітня премія фентезі за професійну роботу — 1975.
- Нагорода Спеціального комітету на щорічному Всесвітньому науково-фантастичному конвенті — 2006.
- Всесвітня премія фентезі за заслуги перед жанром на Всесвітньому конвенті фентезі — 2007[10][11].
- 2008 року обох Баллантайнів включено до Зали слави наукової фантастики[12].